# Mihajlo Mihajlovics Podoljak
Mihajlo Mihajlovics Podoljak (ukránul: Михайло Михайлович Подоляк, Lviv, 1972. február 16. –) ukrán politikus, újságíró és tárgyaló, Volodimir Zelenszkij ukrán elnök tanácsadója.
A 2022-es ukrajnai orosz invázió idején ő lett Ukrajna egyik képviselője az orosz–ukrán béketárgyalásokon.

## Élete
Podoljak Lvivben és Novovolinszkben töltötte gyermekkorát.
1989-től Fehéroroszországban élt, és a minszki orvosi intézetben végzett.
Az 1990-es években Podoljak újságíróként dolgozott az FM-Boulevard, a Vremja, a Narodnaja Volja és a Belorusszkaja Gyelovaja Gazeta című lapoknál.
2004-ben a Vremja című ellenzéki belorusz lap főszerkesztő-helyetteseként dolgozott. 2004 júniusában a fehérorosz KGB tisztjei eljöttek a házához, és fél órát adtak neki, hogy összeszedje a holmiját. A belarusz hatóságok azzal vádolták Podoljakot, hogy tevékenysége ellentmond az állambiztonsági érdekeknek, és az anyagok rágalmazó koholmányokat tartalmaznak az ország valós helyzetéről, felhívásokat a belarusz politikai helyzet destabilizálására. Ukrajnába deportálták, és öt évre megtagadták tőle, hogy Fehéroroszországba látogasson.

## Politikai pályafutása
2020 áprilisában Mihajlo Podoljak Andrij Jermak, Ukrajna Elnöki Hivatalának vezetőjének tanácsadója és a hivatal "válságellenes menedzsere" lett. Ő irányítja az elnöki hivatal teljes információs politikáját, és közvetlenül Volodimir Zelenszkijnek ad tanácsokat. Ezenkívül ő készíti fel az ukrán kormány minisztereit a médiában való közvetítésekre, hogy téziseik összhangban legyenek az elnök által támogatott tartalommal.

## 2022 orosz–ukrán béketárgyalások
2022. február 24-én Oroszország teljes körű inváziót indított Ukrajna ellen. Az első napokban az orosz fegyveres erőknek az ukrán fegyveres erők ellenállási készsége miatt nem sikerült jelentősen mélyen Ukrajna területére előrenyomulniuk. Az ukrán elnöki hivatal már február 26-án bejelentette, hogy az oroszok előrenyomulása ténylegesen megállt az ukrán hadsereg által elszenvedett "hatalmas veszteségek" miatt. Volodimir Zelenszkij tárgyalócsoportot alakított.
Már február 28-án lezajlott az ukrán–orosz tárgyalások első fordulója Fehéroroszország területén. Mihajlo Podoljak az ukrán küldöttség tagjaként részt vett ezen és az azt követő fordulókon is, és ő lett Ukrajna fő szóvivője a tárgyalásokon. Ugyanakkor szerinte a legfontosabb, Ukrajna számára megalkuvást nem ismerő követelések a következők: tűzszünet, az orosz csapatok visszavonása a február 24. előtt elfoglalt állásaikba, valamint biztonsági garanciák.
„A tárgyalásokon képviselendő álláspontunk meglehetősen konkrét: jogilag ellenőrzött biztonsági garanciák; tűzszünet; az orosz csapatok kivonása. Ez csak Ukrajna és az Orosz Föderáció vezetői közötti közvetlen párbeszéddel lehetséges. Vannak olyan engedmények, amelyeket biztosan nem fogunk megtenni. Nem adhatunk át semmilyen területet” – mondta Podoljak, egy amerikai televíziós csatornának adott interjúban.